# Mega Man 6
Mega Man 6, znany w Japonii jako Rockman 6 Shijō Saidai no Tatakai!! (jap. ロックマン6 史上最大の戦い!!; dosł. „Rockman 6: Największa bitwa wszech czasów!!”) – komputerowa gra platformowa stworzona i wydana w 1993 w Japonii i w 1994 w Ameryce Północnej roku przez Capcom. Jest to szósta część z serii gier Mega Man. Początkowo gra miała zostać wydana tylko w Japonii, jednak została wydana w Ameryce Północnej przez Nintendo. W Europie została wydana dopiero 11 czerwca 2013 roku na 3DS Virtual Console.

## Fabuła
Akcja gry rozgrywa się w futurystycznej przyszłości w roku "20XX" zaraz po wydarzeniach z piątej części gry Mega Man 5. Po raz pierwszy na świecie zostaje zorganizowany coroczny "Turniej Mistrzów Robotów" z 8 potężnymi robotami (Blizzard Man, Centaur Man, Flame Man, Knight Man, Plant Man, Tomahawk Man, Wind Man i Yamato Man). Prowadzącym turniej jest mężczyzna, który podaje się za "Pana X" i przejmuje kontrolę nad robotami oraz światem, a także pyta Mega Mana, że był manipulowany przez Dr. Wily'ego od samego początku. Po raz kolejny Mega Man podejmuje się zadania i rozpoczyna bitwę z 8 Mistrzami Robotów.
Po unicestwieniu 8 Mistrzów Robotów, Mega Man dostaje się do fortecy Pana X i rozpoczyna z nim pojedynek. Po walce złoczyńca zdejmuje z siebie ubranie i ukazuje się nie kto inny jak Dr. Wily – główny arcywróg Mega Mana. Podstępny naukowiec leci w kierunku nowej fortecy, aby pozbyć się go raz na zawsze. Mega Man wyrusza w kierunku fortecy i ponownie staje do ostatecznej walki z Dr. Wilym. Na koniec Dr. Wily zostaje aresztowany w obliczu sprawiedliwości i wtrącony do więzienia.